# Список представителей Австралии во Вьетнаме
Австралийский посол во Вьетнаме является сотрудником Австралийского Министерства иностранных дел и торговли и главой посольства Австралийского Союза во Вьетнаме. Эта должность имеет ранг и статус полномочного посла и присуща исключительно Ханое с 1975 года. Помощь послу в его работе с 1994 года оказывает Генеральное консульство в Хошимине.

## Должностная история
Посольство Австралии в Республике Вьетнам было эвакуировано за несколько дней до падения Сайгона.
26 февраля 1973 года Австралия установила дипломатические отношения Демократической Республикой Вьетнам (Северный Вьетнам) и открыла свое посольство в Ханое 28 июля 1973 года. Дэвид Уилсон был назначен первым послом 7 ноября 1973 года. 22 августа 1975 года, после краха правительства Республики Вьетнам 30 апреля 1975 года, Австралия установила дипломатические отношения с Временным революционным правительством Республики Южный Вьетнам, а посол Уилсон в Ханое с 8 августа 1975 года получил аккредитацию нерезидента при Временном правительстве. 22 января 1976 года Уилсон вручил верительные грамоты в Сайгоне. 2 июля 1976 года было объявлено, что Северный и Южный Вьетнам объединились в Социалистическую Республику Вьетнам со столицей в Ханое, и австралийское посольство продолжило свое представительство там. В ноябре 1994 года в Хошимине открылось Генеральное консульство.

## Главы представительства

### Министры Вьетнама
| Имя                                         | Начало срока | Конец срока | Ссылки      |
| Джон Роуленд (временный поверенный в делах) | 1952         | 1952        | [ 8 ] [ 9 ] |
| Джон Куинн                                  | 1952         | 1955        |             |
| Дэвид Макникол                              | 1955         | 1956        | [ 10 ]      |
| Фредерик Блэкней                            | 1956         | 1957        | [ 11 ]      |

### Послы вРеспублике Вьетнам(Южный Вьетнам)
| Имя                                                        | Начало срока   | Конец срока    | Ссылки        |
| Билл Форсайт                                               | 1959           | 1961           | [ 12 ]        |
| Брайан Кларенс Хилл                                        | 1961           | 1964           | [ 13 ]        |
| Гарольд Дэвид Андерсон                                     | 1964           | 1966           | [ 14 ]        |
| Лью Бордер                                                 | 1966           | 1968           | [ 15 ] [ 16 ] |
| Ральф Гарри                                                | 1968           | 1970           | [ 17 ]        |
| Артур Моррис                                               | 1970           | 1973           | [ 18 ] [ 19 ] |
| M. Д. Кук                                                  | 1973           | 1974           |               |
| Джеффри Джон Прайс                                         | 1974           | 25 Апреля 1975 | [ 20 ]        |
| Республика заменена Временным Революционным Правительством |                |                |               |
| Дэвид Уилсон (житель Ханоя)                                | 8 Августа 1975 | 2 Июля 1976    | [ 21 ]        |

### Послы вРеспублике Вьетнам(Северный Вьетнам)
| Имя                                          | Начало срока | Конец срока  | Ссылки        |
| Брюс Вудберри (временный поверенный в делах) | 28 Июля 1973 | 1974         | [ 22 ]        |
| Грэм Льюис (временный поверенный в делах)    | 1974         | Февраль 1974 | [ 23 ] [ 24 ] |
| Дэвид Уилсон                                 | Февраль 1974 | 2 Июля 1976  | [ 21 ]        |

### Послы вСоциалистической Республике Вьетнам
| Имя'              | Начало срока   | Конец срока    | Ссылки        |
| Дэвид Уилсон      | 2 Июля 1976    | Сентябрь 1976  | [ 4 ]         |
| Джон Брук         | Сентябрь 1976  | Январь 1979    | [ 25 ]        |
| Филипп Найт       | Январь 1979    | Апрель 1981    | [ 26 ]        |
| Джон Маккарти     | Апрель 1981    | Сентябрь 1983  | [ 27 ]        |
| Ричард Бройновски | Сентябрь 1983  | Январь 1986    | [ 28 ]        |
| Ян Линкольн       | Январь 1986    | Сентябрь 1988  | [ 29 ]        |
| Грэм Аллибанд     | Сентябрь 1988  | Август 1991    | [ 30 ]        |
| Майкл Поттс       | Август 1991    | Октябрь 1994   | [ 31 ]        |
| Сьюзан Бойд       | Октябрь 1994   | Июнь 1998      | [ 32 ]        |
| Майкл Манн        | Июнь 1998      | Август 2002    | [ 33 ]        |
| Джо Твейтс        | Август 2002    | 22 Апреля 2005 | [ 34 ]        |
| Билл Тведделл     | 22 Апреля 2005 | 30 Июля 2008   | [ 35 ]        |
| Алластер Кокс     | 30 Июля 2008   | 5 Мая 2012     | [ 36 ]        |
| Хью Борроуман     | 5 Мая 2012     | 4 Мая 2016     | [ 37 ] [ 38 ] |
| Крейг Читтик      | 4 Мая 2016     |                | [ 39 ] [ 40 ] |

## Генеральные консулы в Хошимине
| Имя                   | Начало срока    | Конец срока     | Ссылки |
| Питер Бакстер         | Ноябрь 1994     | Июнь 1997       | [ 41 ] |
| Лиза Филипетто        | Июнь 1997       | Август 2001     | [ 41 ] |
| Стивен Хеннингем      | Август 2001     | Август 2005     | [ 42 ] |
| Малькольм Скелли      | Август 2005     | Сентябрь 2008   | [ 43 ] |
| Грэм Свифт            | Сентябрь 2008   | 11 Декабря 2011 | [ 44 ] |
| Джон Джеймс Маконалти | 11 Декабря 2011 | 15 Декабря 2015 | [ 45 ] |
| Карен Ланьон          | 15 Декабря 2015 |                 | [ 46 ] |